# Schlossturm (Königsberg)

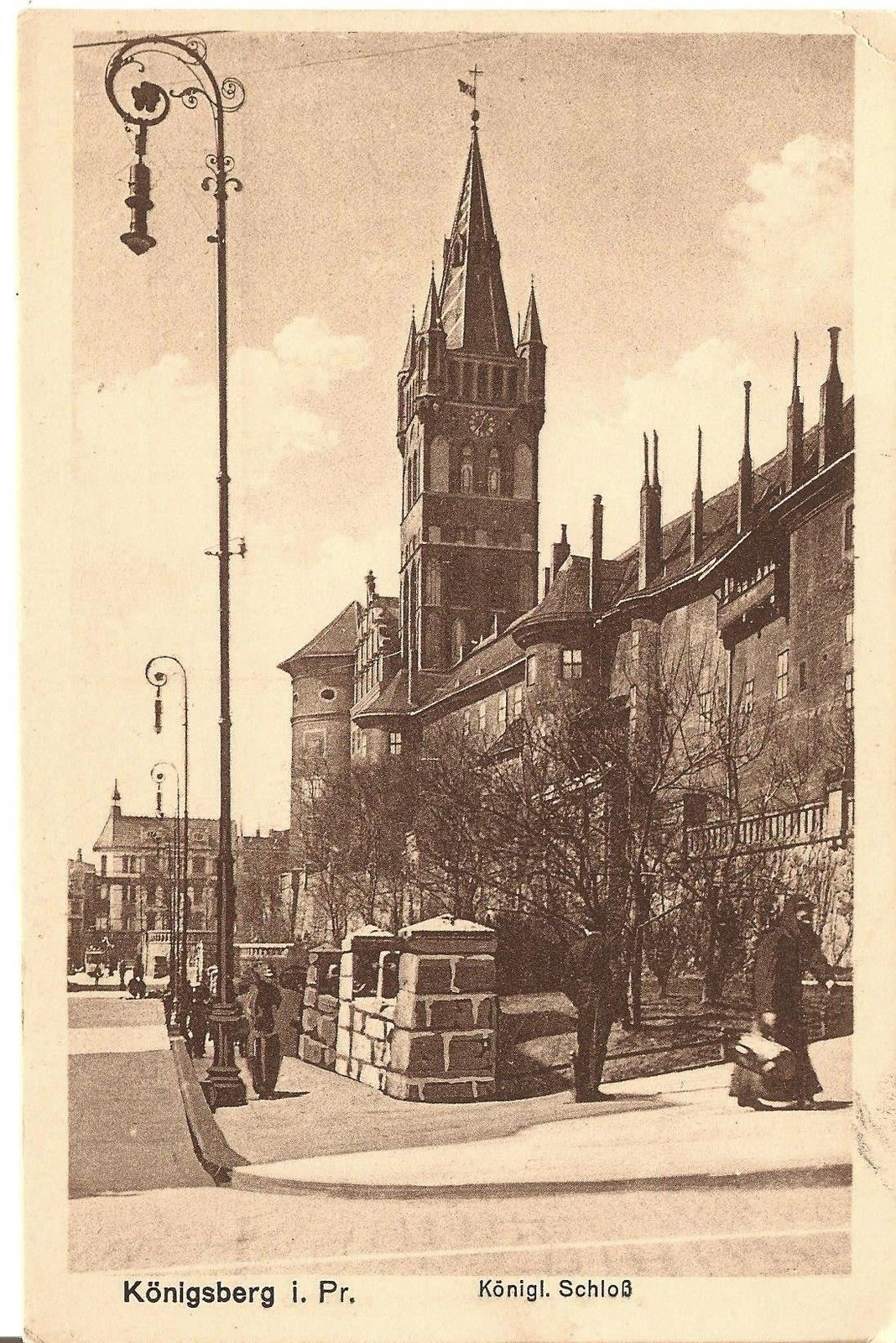
Königsberger Schloss mit Glockenturm, vor dem Ersten Weltkrieg

Der Königsberger Schlossturm war ein alter, mehrfach umgebauter Teil des Königsberger Schlosses.

## Geschichte
Um 1260 als Bergfried erbaut und 1387 vollendet, trug der Turm ein Zeltdach, war aber Glockenturm für die Schlosskirche. Durch Meister Merten Seigermacher erhielt er 1551 eine vierseitige Uhr. 1584 wurde er durch einen abgetreppten Renaissance-Helm erheblich erhöht. 1594 fuhr ein Gaukler mit einem kleinen Knaben auf einem Seil vom Helm zur Erde.
Der Turm erhielt eine Wetterfahne mit der Jahreszahl 1686 und den Initialen des Großen Kurfürsten CFW. Die Buchstaben wurden auch während der königlichen Zeit nicht geändert.
1688 bekam der Turm eine achteckige Laterne mit Kuppel. Er war nur vom Wehrgang aus erreichbar. Erst 1815 wurde ein Treppenzugang mit 284 Stufen von unten gebaut.
Als sich die Spitze des Schlossturms 1864 nach Süden neigte, musste sie geändert werden. Der erheblich erhöhte Turmhelm wurde nach Stülers Entwurf neugotisch ausgeführt, achtkantig mit Galerie und vier Ecktürmchen. Die Wetterfahne von 1686 wurde wieder aufgesetzt. Vom Hofpflaster aus war der Turm 82 Meter hoch und stand 12 Meter über dem Pregel.
1877 erhielt der Turm wieder eine Ziegelverkleidung mit rautenförmigen Glasureinlagen.
Nach den britischen Luftangriffen 1944 brannte der Turm aus. Bei der Eroberung Königsbergs durch die Rote Armee im April 1945 wurde er durch Artilleriefeuer sehr schwer beschädigt und 1955 gesprengt, bevor 1968 auf Befehl der sowjetischen Staatsführung unter Leonid Iljitsch Breschnew die komplette Schlossruine beseitigt wurde.

## Schlossturm-Blasen
Schon 1525 wurde der Türmer verpflichtet, vormittags um 11 Uhr und abends um 9 Uhr vom Turm zu blasen und jedes Feuer zu melden.
In neuerer Zeit wurden die Choräle Ach bleib mit deiner Gnade vormittags und Nun ruhen alle Wälder abends von fünf Bläsern nach den vier Himmelsrichtungen geblasen. Das Turmblasen endete mit den britischen Brandbomben am 30. August 1944 und wurde danach nicht mehr aufgenommen.

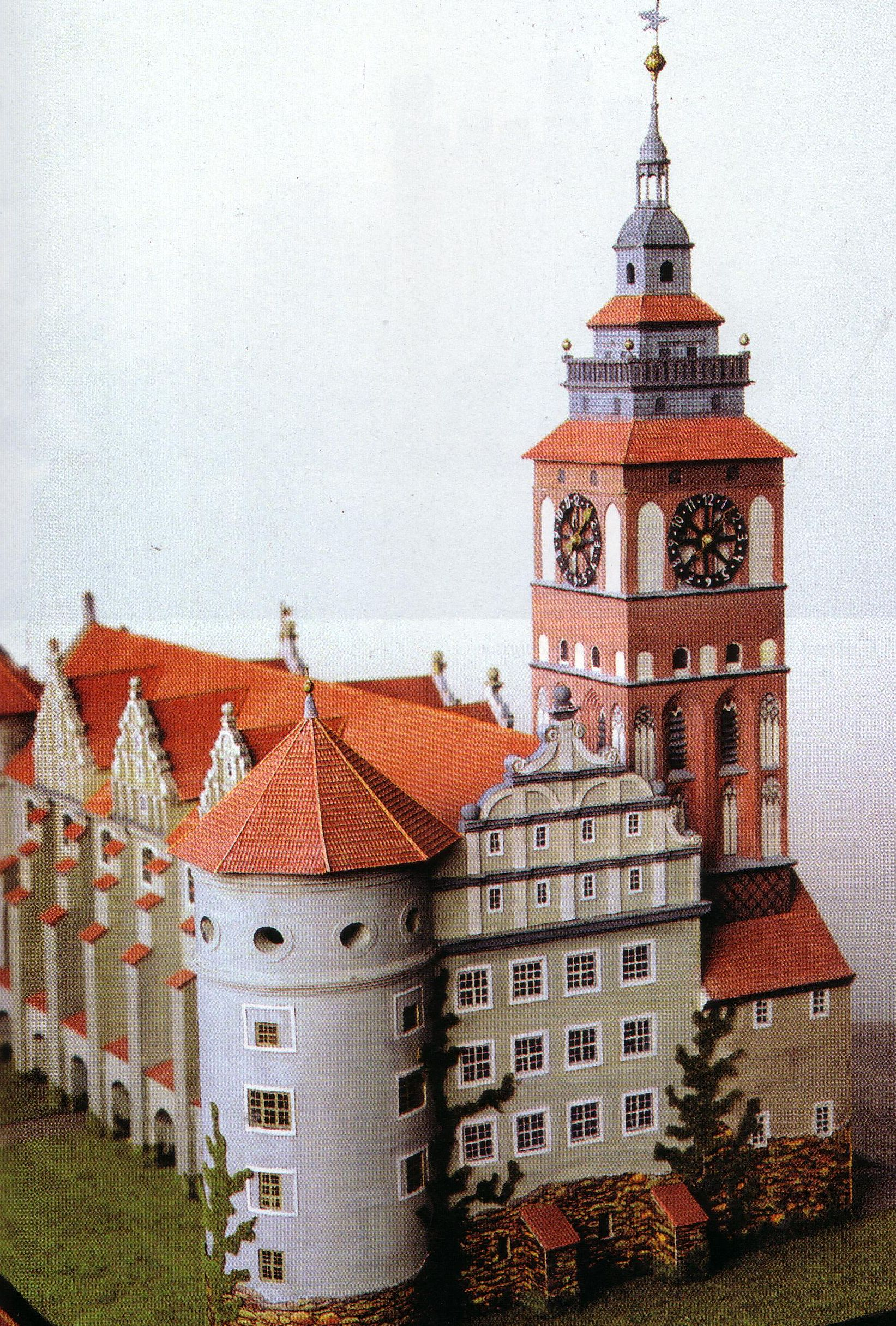
Modell mit Barockturm (H. Dühring)
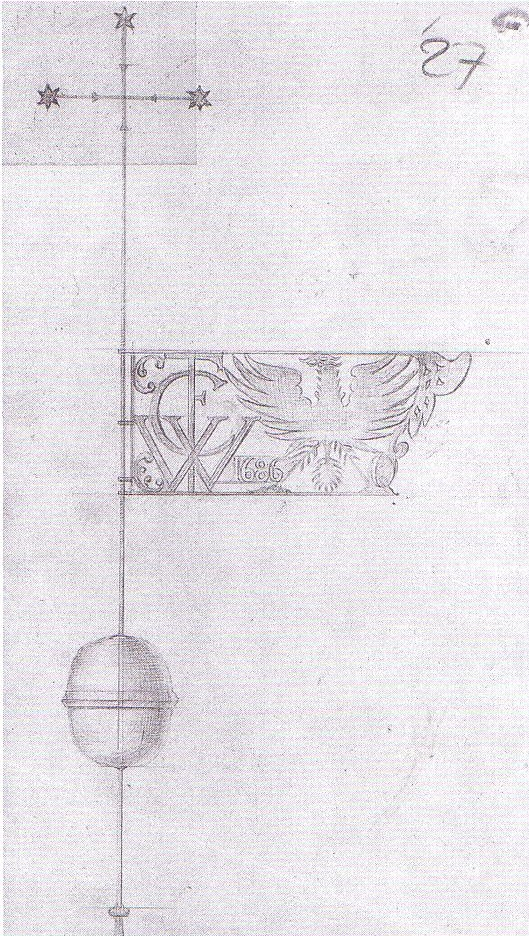
Wetterfahne (undatierte Zeichnung)

## Sonstiges
Der Schloßturm war ein Periodikum des Akademisch-Literarischen Vereins an der Albertina Königsberg.